# 前村早紀
前村 早紀（まえむら さき、1985年1月13日 - ）は、日本の元女子プロレスラー。

## 所属
- 全日本女子プロレス（2001年 - 2005年）
- フリーランス（2005年 - 2006年　2016年）
- プロレスリングSUN→CHICK FIGHTS SUN（2006年 - 2009年）

## 経歴
2001年に全日本女子プロレスに入団。10月28日、東京・後楽園ホールにおいて、対北上知恵美（未来）戦でデビュー。2005年4月17日の同団体の解散まで所属した。
2005年全日本女子プロレス解散後、フリーとしてAtoZなどに参戦し、9月にフラッシュ7の高橋奈苗、Hikaruとドリームキャッチャーを結成した。
2006年10月1日ドリームキャッチャーを発展解消させたプロレスリングSUN（後のCHICK FIGHTS SUN）の旗揚げに参加。2007年5月6日スティーブ・コリノと対戦、善戦するもノーザンライトボムを喫し敗北。2007年10月7日大阪大会でジェイミー・Dを破りAWAチャンピオンとなった。
ZERO1-MAXの高橋冬樹のギミックである「車冬次郎」の“さくら”としても、兄の奮闘ぶりを応援する妹役であった。
2008年3月のシリーズから、前村さきに改名した。
2008年12月のZERO1-MAX新宿大会にて、2009年4月に同じくCHICK FIGHTS SUN所属のHikaruとともに引退することを発表した。
2010年、同郷のプロレスラー藤田ミノルと結婚。
2014年6月1日、元同僚夏樹☆たいようの引退セレモニーに第二子を抱いて来場。
2015年、藤田と離婚。親権は前村が持つ。
2016年10月2日、ガンバレ☆プロレスにて「藤田早紀」として現役復帰。タッグマッチで前夫である藤田ミノルと対戦する。
現在は表舞台から遠ざかっている。

## 得意技
さき花マル
相手の正面からヘッドシザースの形で飛び乗り、横へ回転。と同時に相手の脚を取りにいき、前方回転エビ固めで丸め込む。
花マルどっかん
変形フィッシャーマンバスター。この技は大畠美咲に継承されている。
ジャーマン・スープレックス
フィッシャーマンズ・スープレックス
さき・とんねる
カサドーラの体勢で相手の体を丸め込み、背中をマットにつけた相手をレッグロールクラッチで押さえ込む。
ネバギバ
変形のマ・ヒストラル。
孤独じゃないよ

## タイトル歴
全日本女子プロレス
- 第39代全日本シングル王座
- 第32代全日本タッグ王座（パートナーは米山香織）

プロレスリングSUN
- AWA世界女子王座

## 入場テーマ曲
- 見えない翼（川嶋あい）